# Bastelica
Pour les articles homonymes, voir Bastelica (homonymie).
Bastelica est une commune française située dans la circonscription départementale de la Corse-du-Sud et le territoire de la collectivité de Corse. Elle appartient à l'ancienne piève de Cauro dont elle était le chef-lieu.

## Géographie

### Situation
Bastelica est une commune de l'intérieur de l'île, située dans la haute vallée du Prunelli au Sud-Ouest du massif du Monte Renoso dont elle partage le sommet (2 352 m) avec Bocognano et Ghisoni, dans le « territoire de vie » appelé "Gravona" du parc naturel régional de Corse auquel elle a adhérée.
Bastelica est avec Levie la commune corse ayant le plus de territoires limitrophes, à savoir 16.
L'intersection du 42e parallèle Nord et du 9e méridien à l'Est de Greenwich se trouve sur le territoire de la commune (voir aussi le Degree Confluence Project).

### Hydrographie
Le village est traversé par le Prunelli (fleuve)  qui prend sa source au Nord à la limite de Bocognano à la sortie du lac de Bracca, en traversant le village vers le Sud en servant de limites communale avec le village de Tolla, pour ensuite traverser la commune et entrer dans celle d'Ocana et poursuivre sa route vers le golfe d'Ajaccio en recevant la Gravona à 200 m de son embouchure après un parcours de 44,2 km.

### Climat et végétation
Le village de Bastelica est entouré d’alpages, de bois et forêt de châtaigniers.

### Voies de communication et transports

#### Accès routiers
Le village est distant, par la route, de :
- 38 km d'Ajaccio ;
- 62 km de Corte.

## Urbanisme

### Typologie
Au 1er janvier 2024, Bastelica est catégorisée commune rurale à habitat dispersé, selon la nouvelle grille communale de densité à sept niveaux définie par l'Insee en 2022.
Elle est située hors unité urbaine. Par ailleurs la commune fait partie de l'aire d'attraction d'Ajaccio, dont elle est une commune de la couronne,. Cette aire, qui regroupe 79 communes, est catégorisée dans les aires de 50 000 à moins de 200 000 habitants,.

### Occupation des sols
L'occupation des sols de la commune, telle qu'elle ressort de la base de données européenne d’occupation biophysique des sols Corine Land Cover (CLC), est marquée par l'importance des forêts et milieux semi-naturels (97,3 % en 2018), néanmoins en diminution par rapport à 1990 (98,6 %). La répartition détaillée en 2018 est la suivante : 
forêts (49,6 %), milieux à végétation arbustive et/ou herbacée (26,8 %), espaces ouverts, sans ou avec peu de végétation (20,9 %), zones agricoles hétérogènes (1,4 %), prairies (0,6 %), zones urbanisées (0,4 %), zones humides intérieures (0,2 %). L'évolution de l’occupation des sols de la commune et de ses infrastructures peut être observée sur les différentes représentations cartographiques du territoire : la carte de Cassini (XVIIIe siècle), la carte d'état-major (1820-1866) et les cartes ou photos aériennes de l'IGN pour la période actuelle (1950 à aujourd'hui).

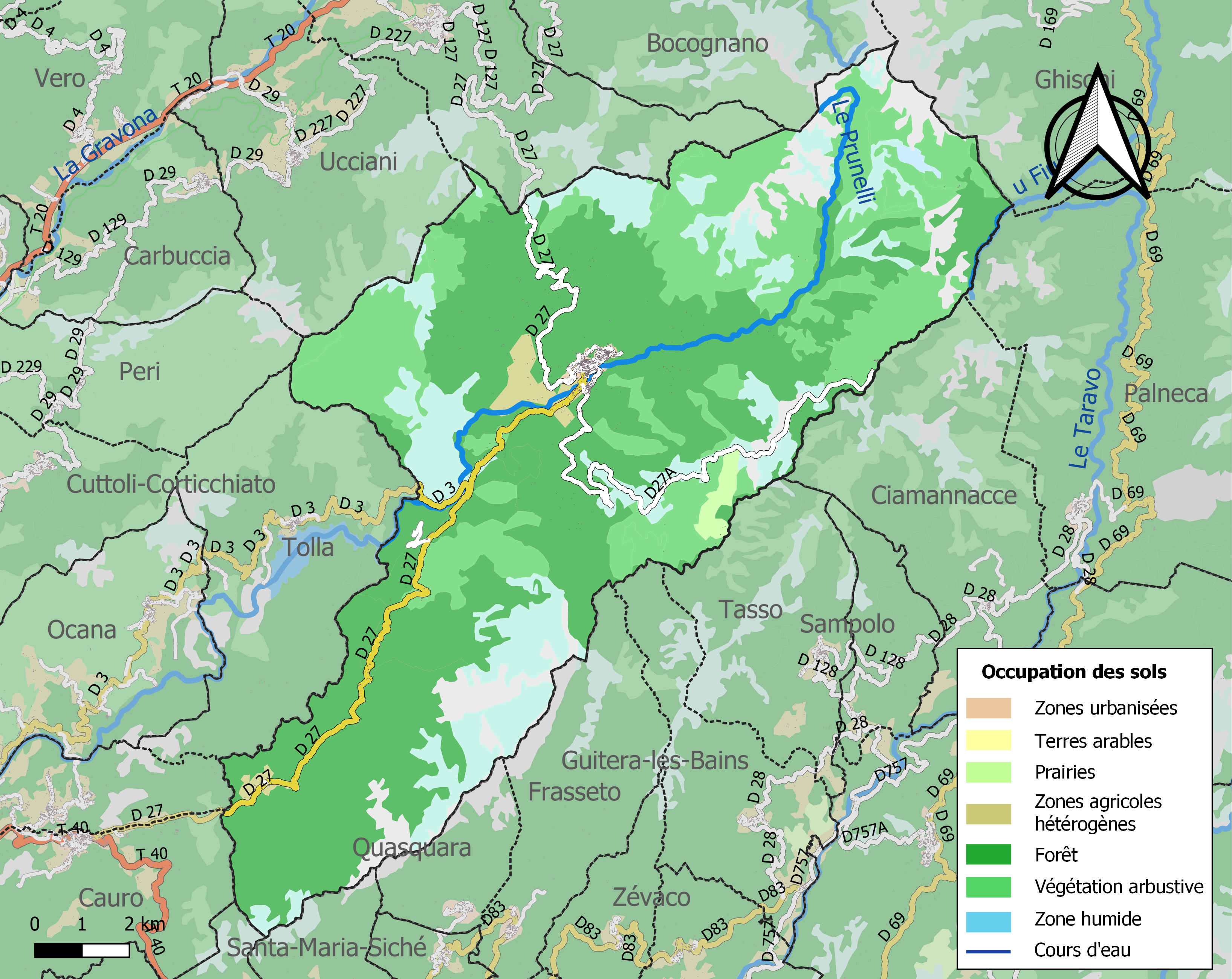
Carte des infrastructures et de l'occupation des sols de la commune en 2018 (CLC).
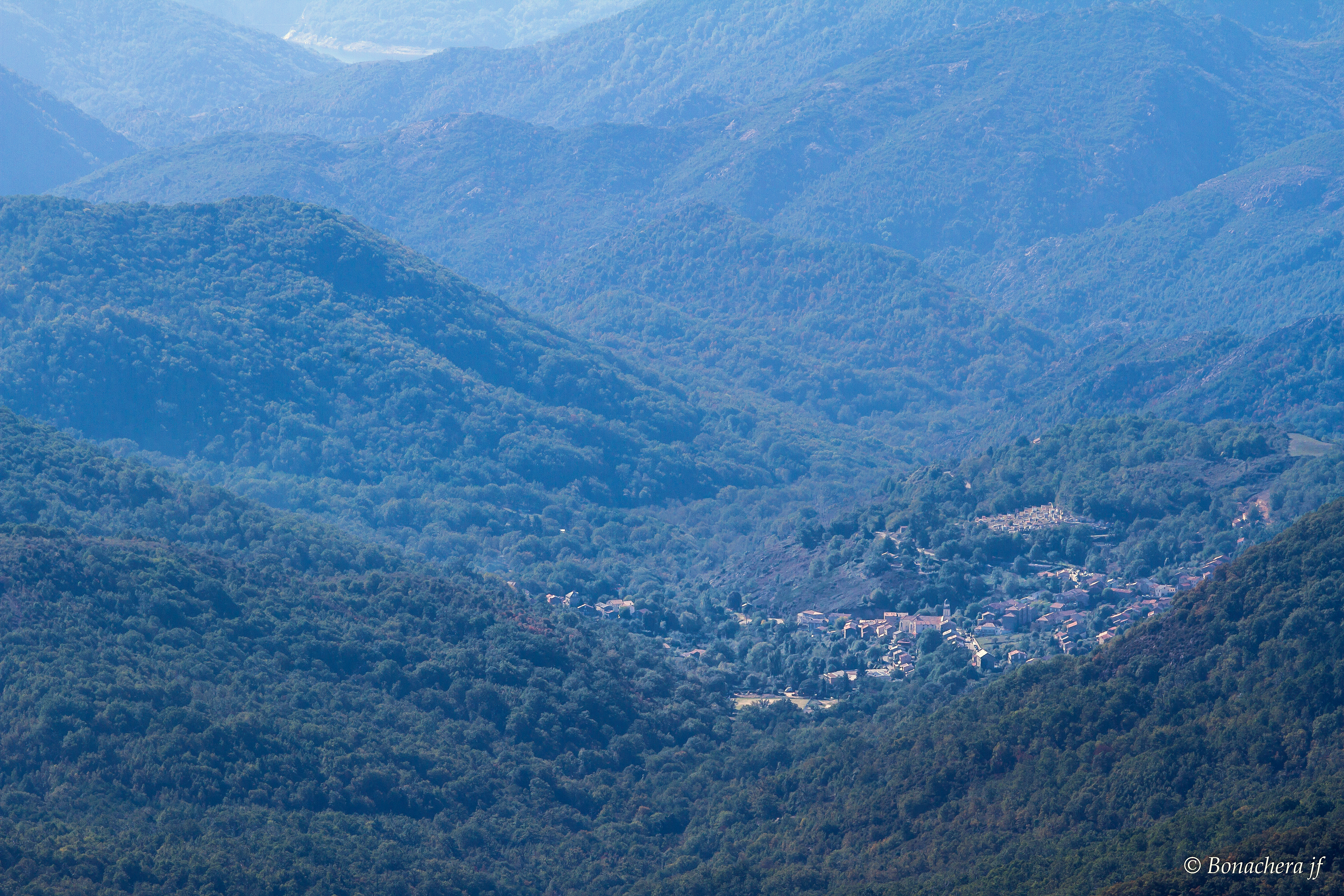
Vue de Bastelica, depuis le col de Scaldasole.

## Politique et administration

### Administration territoriale
Ancien chef-lieu de canton, Bastelica fait partie depuis 2015 du canton de Gravona-Prunelli dont le bureau centralisateur est situé à Afa.

### Liste des maires
| Période                                  | Période  | Identité              | Étiquette | Qualité |
| ---------------------------------------- | -------- | --------------------- | --------- | --- |
| avant 1904                               | ?        | François Folacci      |           | |
| 1918                                     | 1974     | Dr Jean Augustin Seta | Rad.      | Médecin Président du Conseil Général (1953-1956) Conseiller générale (1945-1967) Maire de Bastelica (1918-1974) |
| 2001                                     | En cours | Jean-Baptiste Giffon  | DVD       | Agriculteur retraité                                                                                            |
| Les données manquantes sont à compléter. |          |                       |           | |

### Intercommunalité
Bastelica est membre de la communauté de communes Celavu-Prunelli depuis 2017.

## Population et société

### Démographie
L'évolution du nombre d'habitants est connue à travers les recensements de la population effectués dans la commune depuis 1800. Pour les communes de moins de 10 000 habitants, une enquête de recensement portant sur toute la population est réalisée tous les cinq ans, les populations de référence des années intermédiaires étant quant à elles estimées par interpolation ou extrapolation. Pour la commune, le premier recensement exhaustif entrant dans le cadre du nouveau dispositif a été réalisé en 2008.

En 2022, la commune comptait 517 habitants, en évolution de −4,44 % par rapport à 2016 (Corse-du-Sud : +7,61 %, France hors Mayotte : +2,11 %).
| 1800  | 1806  | 1821  | 1831  | 1836  | 1841  | 1846  | 1851  | 1856  |
| ----- | ----- | ----- | ----- | ----- | ----- | ----- | ----- | ----- |
| 1 790 | 1 798 | 2 017 | 2 314 | 2 375 | 2 420 | 2 528 | 2 605 | 3 003 |

| 1861  | 1866  | 1872  | 1876  | 1881  | 1886  | 1891  | 1896  | 1901  |
| ----- | ----- | ----- | ----- | ----- | ----- | ----- | ----- | ----- |
| 3 071 | 2 842 | 2 934 | 2 958 | 3 196 | 3 277 | 3 367 | 3 341 | 3 582 |

| 1906  | 1911  | 1921  | 1926  | 1931  | 1936  | 1946  | 1954  | 1962 |
| ----- | ----- | ----- | ----- | ----- | ----- | ----- | ----- | ---- |
| 3 689 | 3 938 | 3 661 | 3 925 | 4 125 | 4 152 | 3 367 | 2 172 | 833  |

| 1968 | 1975 | 1982 | 1990 | 1999 | 2006 | 2008 | 2013 | 2018 |
| ---- | ---- | ---- | ---- | ---- | ---- | ---- | ---- | ---- |
| 774  | 762  | 766  | 436  | 460  | 519  | 531  | 546  | 525  |

| 2022 | - | - | - | - | - | - | - | - |
| ---- | - | - | - | - | - | - | - | - |
| 517  | - | - | - | - | - | - | - | - |

### Manifestations culturelles et festivités

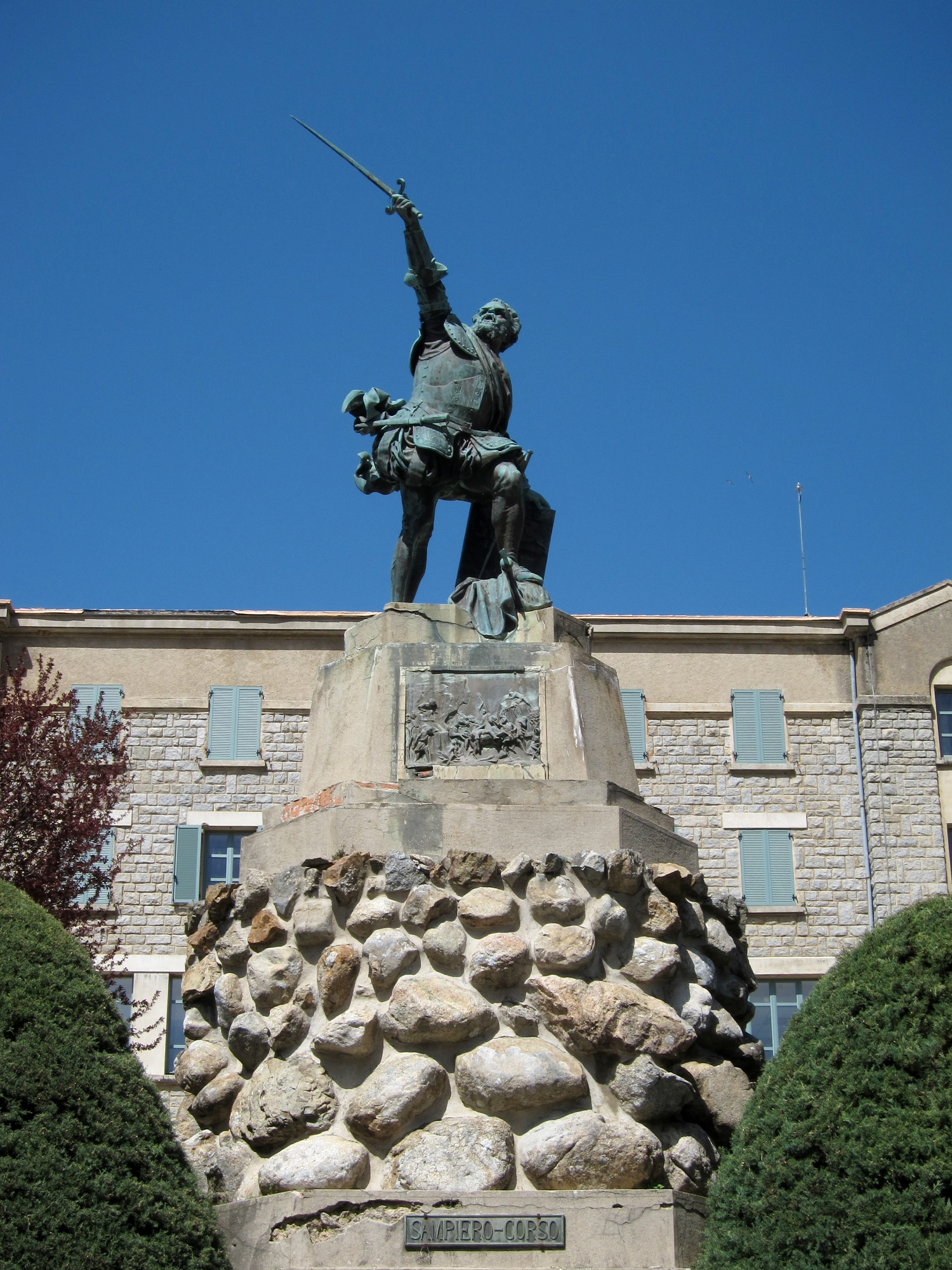
Statue de Sampiero Corso par Vital Gabriel Dubray - Place de l'église

Dans un passé récent, les journées Sampiero avaient lieu tous les ans pendant 2 jours au mois d’août.
De nombreuses manifestations étaient organisées telles que : des conférences, marché artisanal, concerts et parade costumée.

### Sports

#### Ski
La station de sports d'hiver du Val d'Ese se situe sur la commune.

### Cultes
L'église paroissiale San Michele relève du diocèse d'Ajaccio.

### Jumelages
- Brizon (Haute-Savoie) depuis juin 2013[12],[13].

## Culture locale et patrimoine

### Lieux et monuments

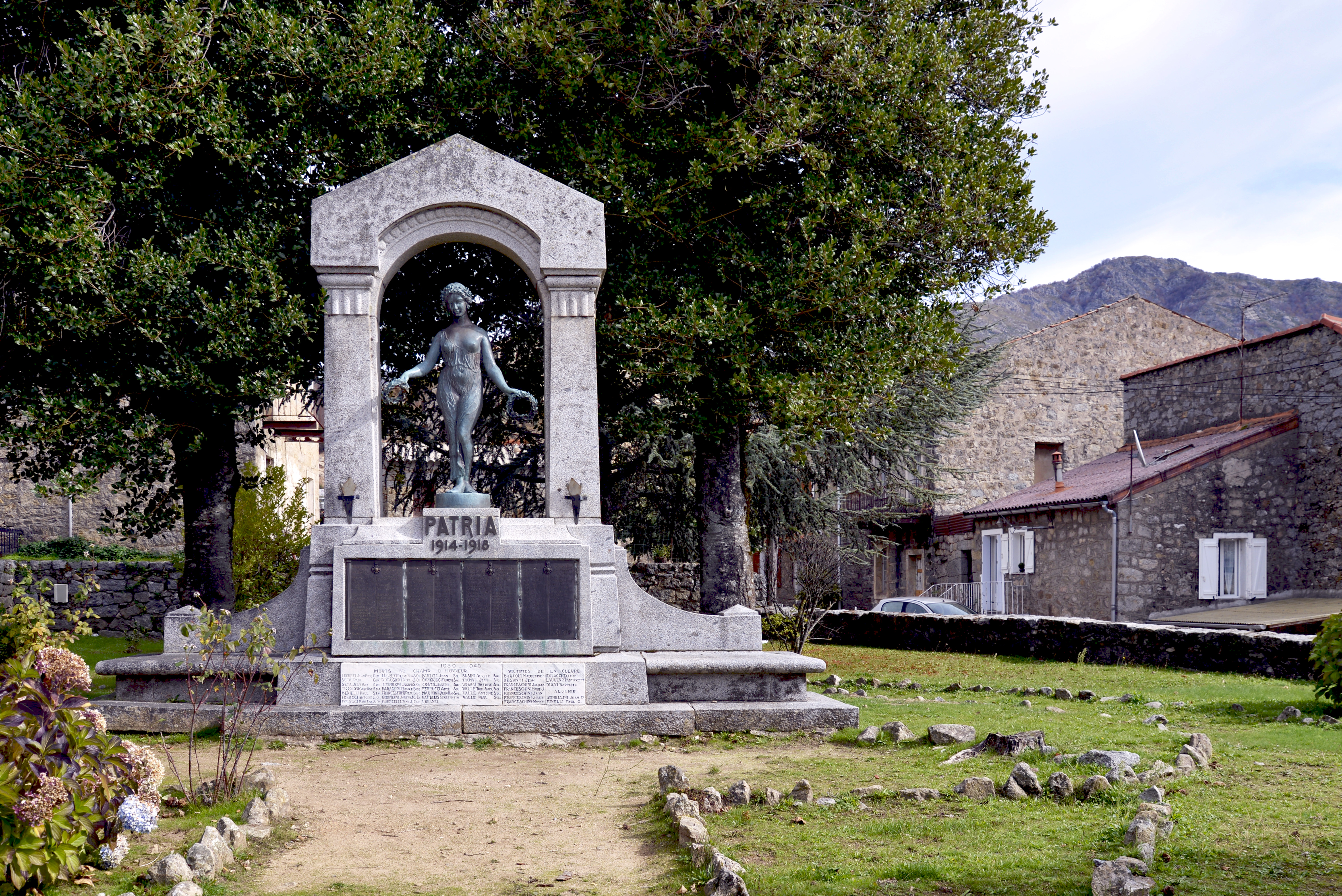
Monument aux morts

- Le Monument aux morts des guerres de 1914-1918 est l'oeuvre de Anna Bass et de 1939-1945 à Dominicacci.
- La Chapelle L'Anunziata de Dominicacci.

#### Pont génois de Zipitoli

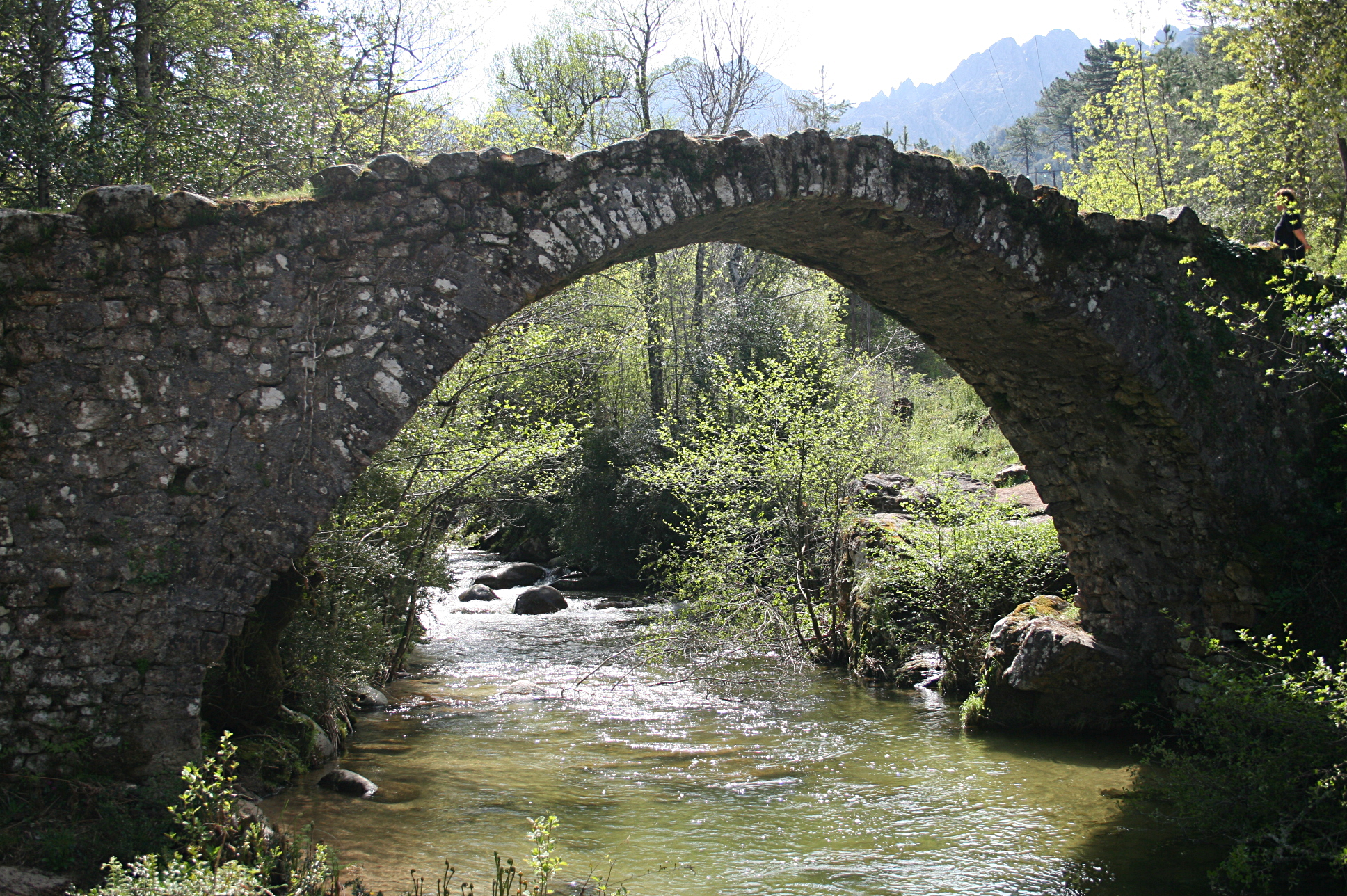
Pont génois de Zipitoli en 2008, avant son effondrement en 2023.

Ce pont, sur la rivière Ese, aujourd'hui effondré, se situait au sud de la commune au lieu-dit Zipitoli, dans la forêt territoriale de Pineta. Au XVIe siècle il permettait de relier Bastelica à Ajaccio. Avec une arche unique, il est construit en dos d'âne comme la plupart des ponts de cette époque. Il est désaffecté lors de la construction de la « route forestière no 1 de Cauro à Bastelica » devenue la  route départementale D27. L'ouvrage est classé Monument historique. En novembre 2023, le pont est emporté par une crue de l'Ese faisant suite à la tempête Ciarán.

#### Monument commémoratif de Sampiero Corso

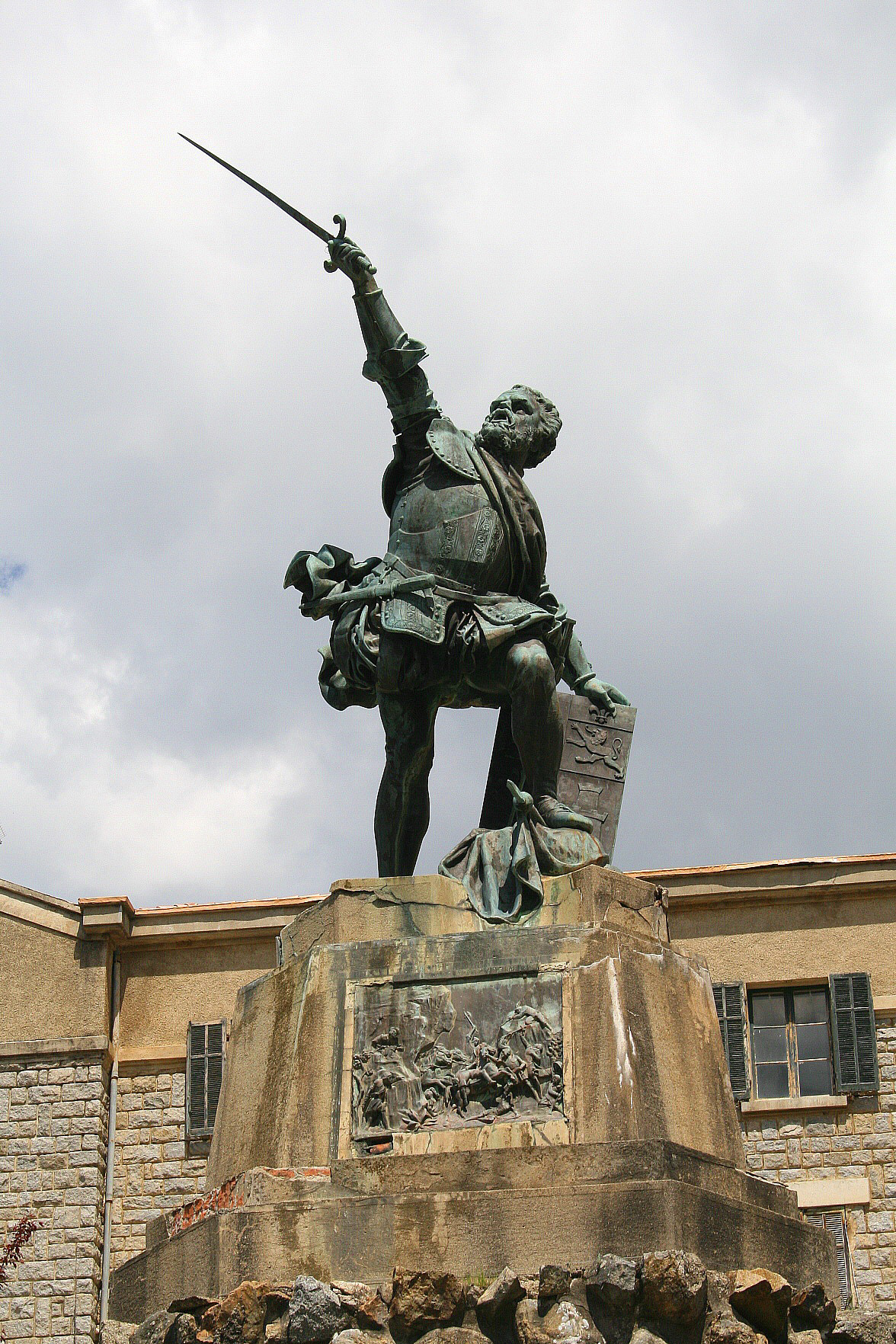
Sampiero Corso par Vital Gabriel Dubray.

Œuvre du sculpteur Vital Gabriel Dubray, cette statue en bronze moulée, haute de 3,50 m réalisée en 1890 se dresse dans un carrefour au centre du village, entre l'église paroissiale, le groupe scolaire (anciennement le couvent Saint-François) et la mairie. La statue est classée Monument historique.

#### Église Saint-Michel
L'église paroissiale Saint-Michel (San Michele) se trouve dans le quartier Santo (Santu), au centre du village. De style baroque, construite au XVIIe siècle, son plan est en forme de croix latine. La nef centrale bordée de piliers carrés et flanquée de deux bas-côtés (ou nefs latérales), est prolongée par un chœur où trône le maître-autel. Elle est pourvue de deux chapelles latérales opposées, dotées d'autels secondaires, dédiées à Saint Michel et Saint Antoine de Padoue.
Le clocher porche à quatre étages, encastré dans la façade principale symétrique conçue à deux étages et surmontée par un fronton triangulaire, est couronné d'une coupolette.
L'édifice religieux renferme des œuvres remarquables, inscrites ou classées Monuments historiques :
- un chemin de croix (14 stations) de 1905[17] ;
- une statue en bois Vierge à l'Enfant, Notre-Dame du Rosaire du XIXe siècle[18] ;
- un tableau Le calvaire du XVIIe siècle[19] ;
- un bénitier en marbre du XVIIe siècle[20] ;
- un autel, tabernacle (maître-autel) du XVIIe siècle, provenant du couvent de la Trinité de Bastelica aujourd'hui disparu, classé[21] ;
- une statue de saint Antoine de Padoue du XVIIe siècle, provenant du couvent de la Trinité de Bastelica aujourd'hui disparu, classée[22].

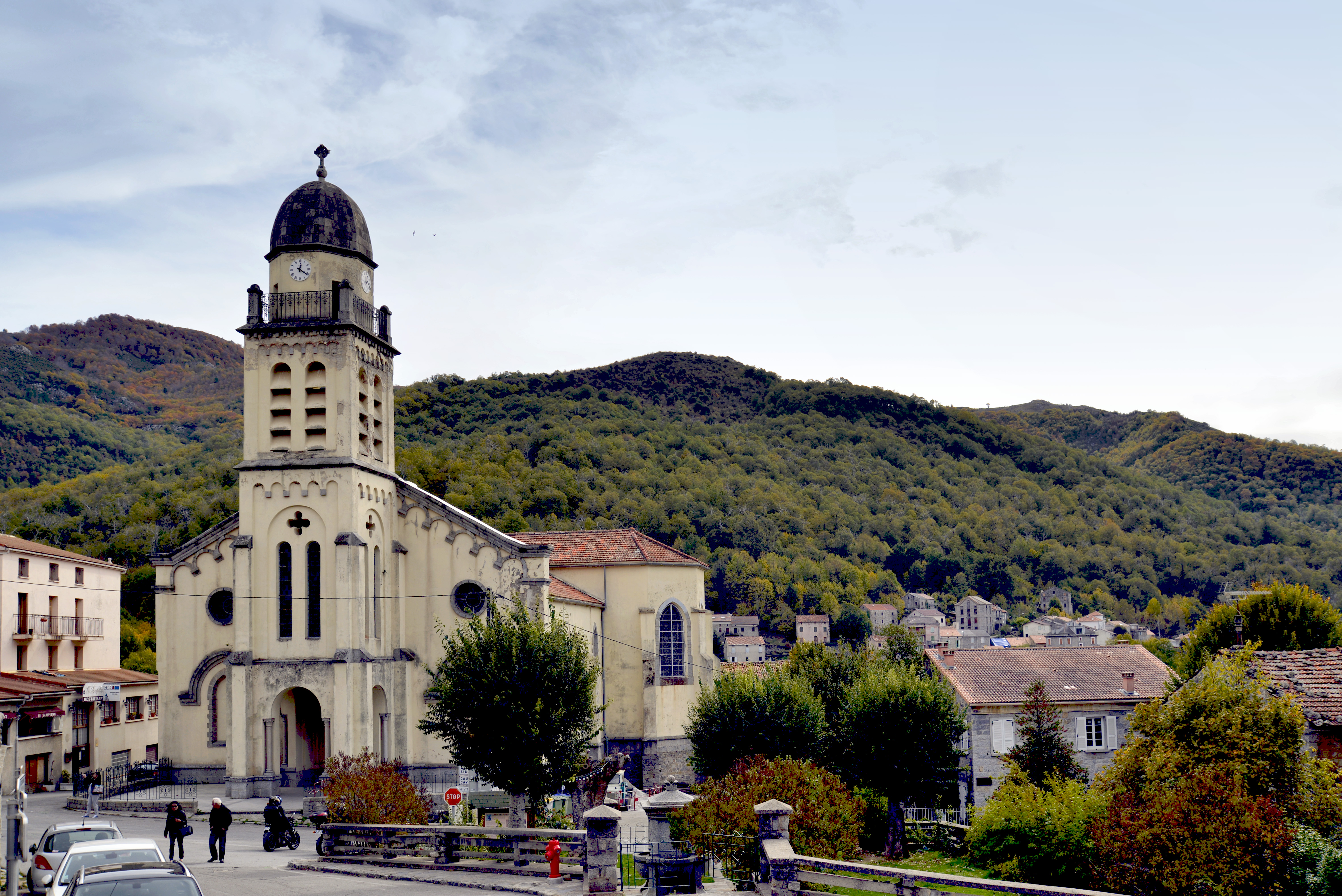
L'église Saint-Michel.
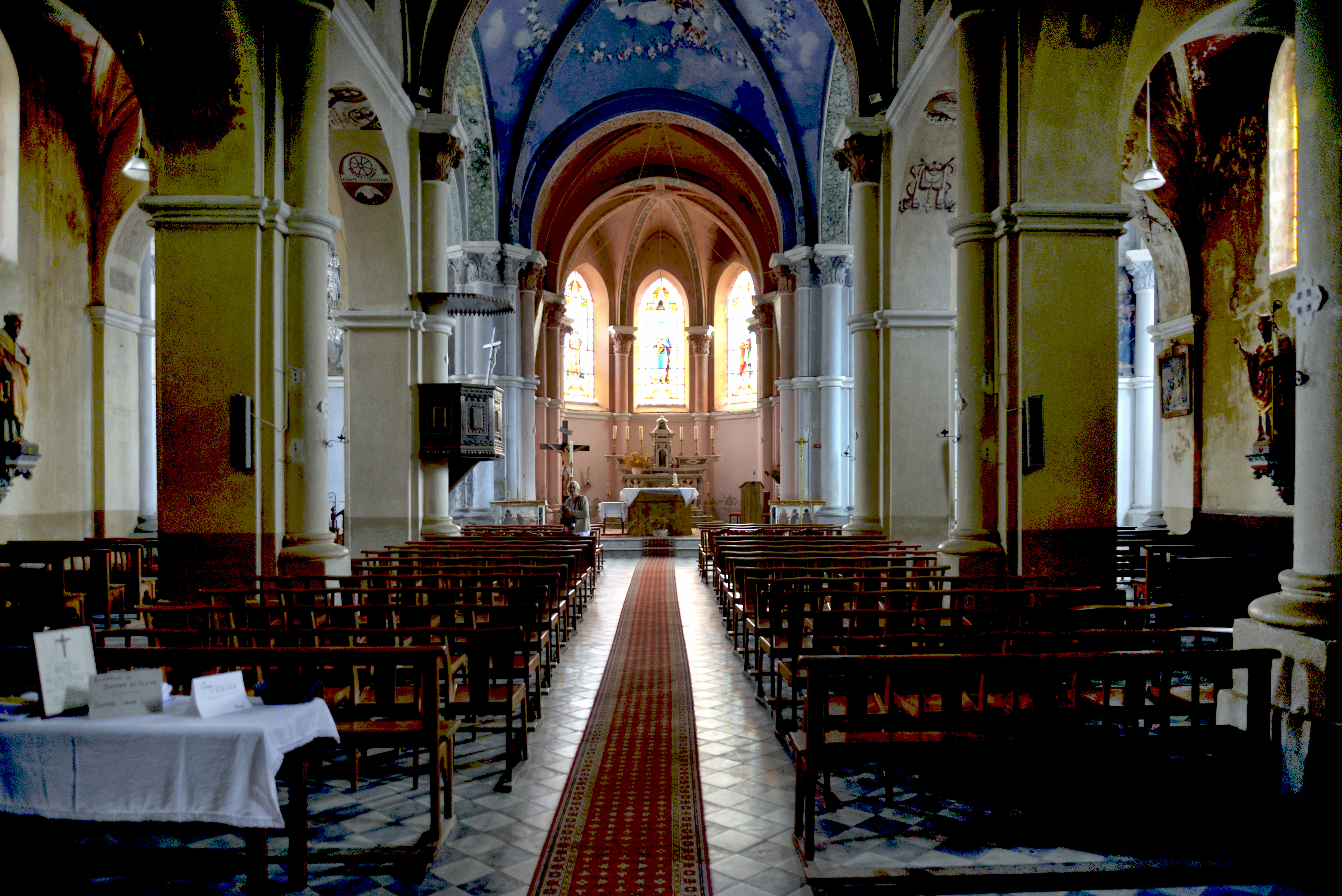
l'Intérieur de l'église.
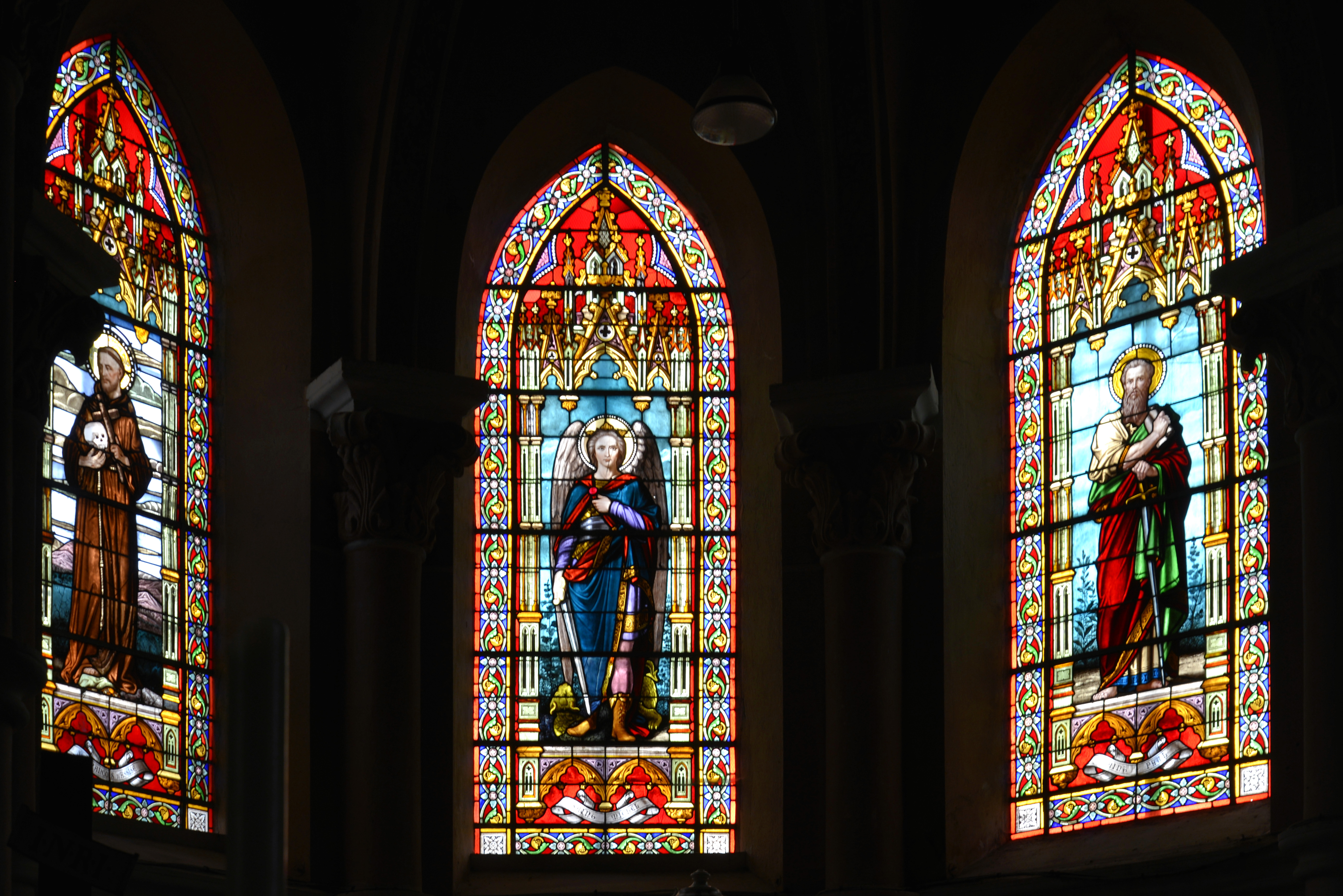
Les Vitraux du chœur.
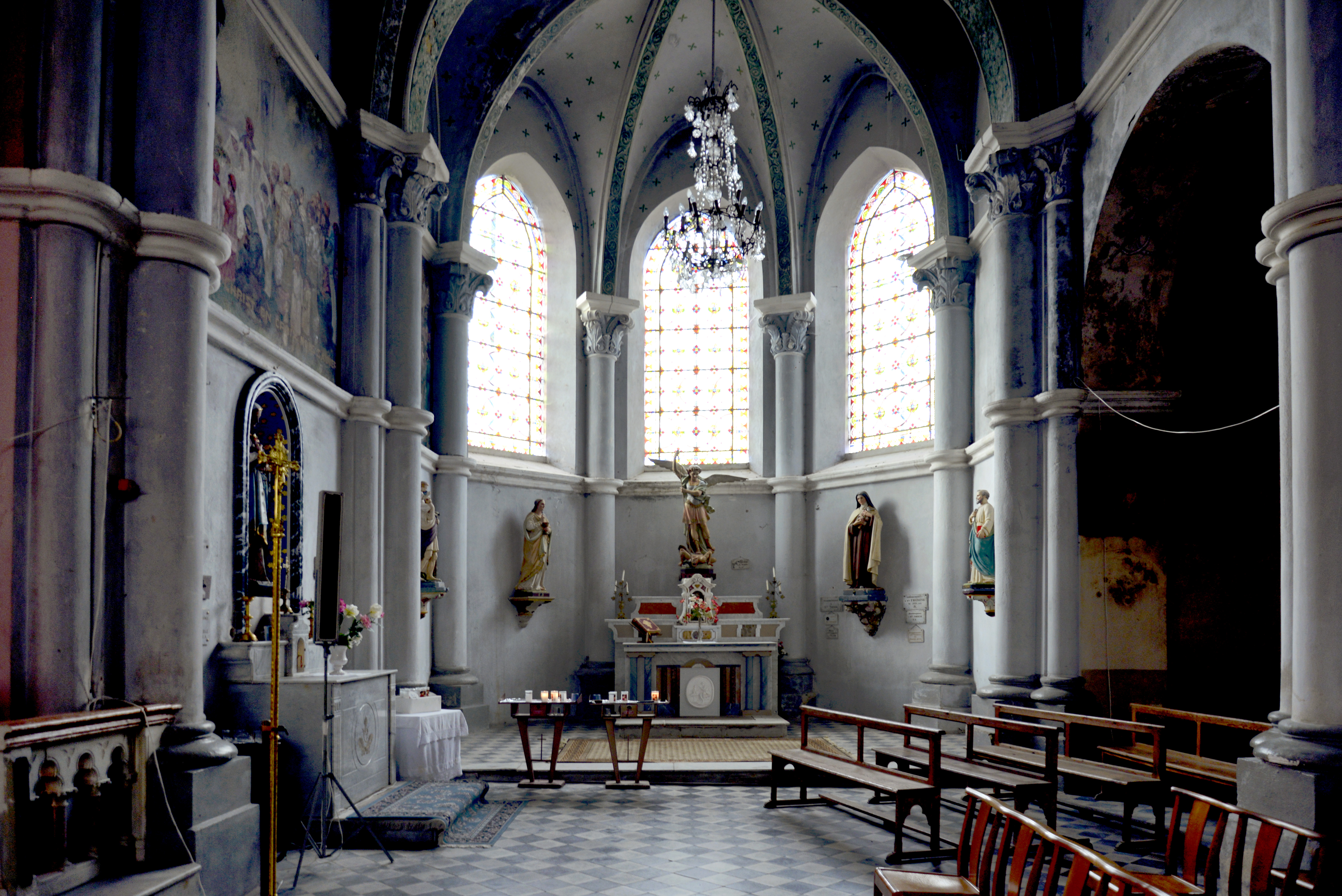
La chapelle latérale Saint Michel.

#### Les Fontaines du village
La commune possède plusieurs fontaines et fontaines-lavoirs remarquables :
- fontaine de Boccialacce ;
- fontaine-lavoir de Piscia D'Urtolu à Stazzona ;
- fontana vechja de Dominicacci ;
- fontaine de Verga ;
- fontaine dite Funtana maiò à Vassalacci ;
- fontaine lavoir dite fontaine de Costa ou fontaine de Tricolacci.

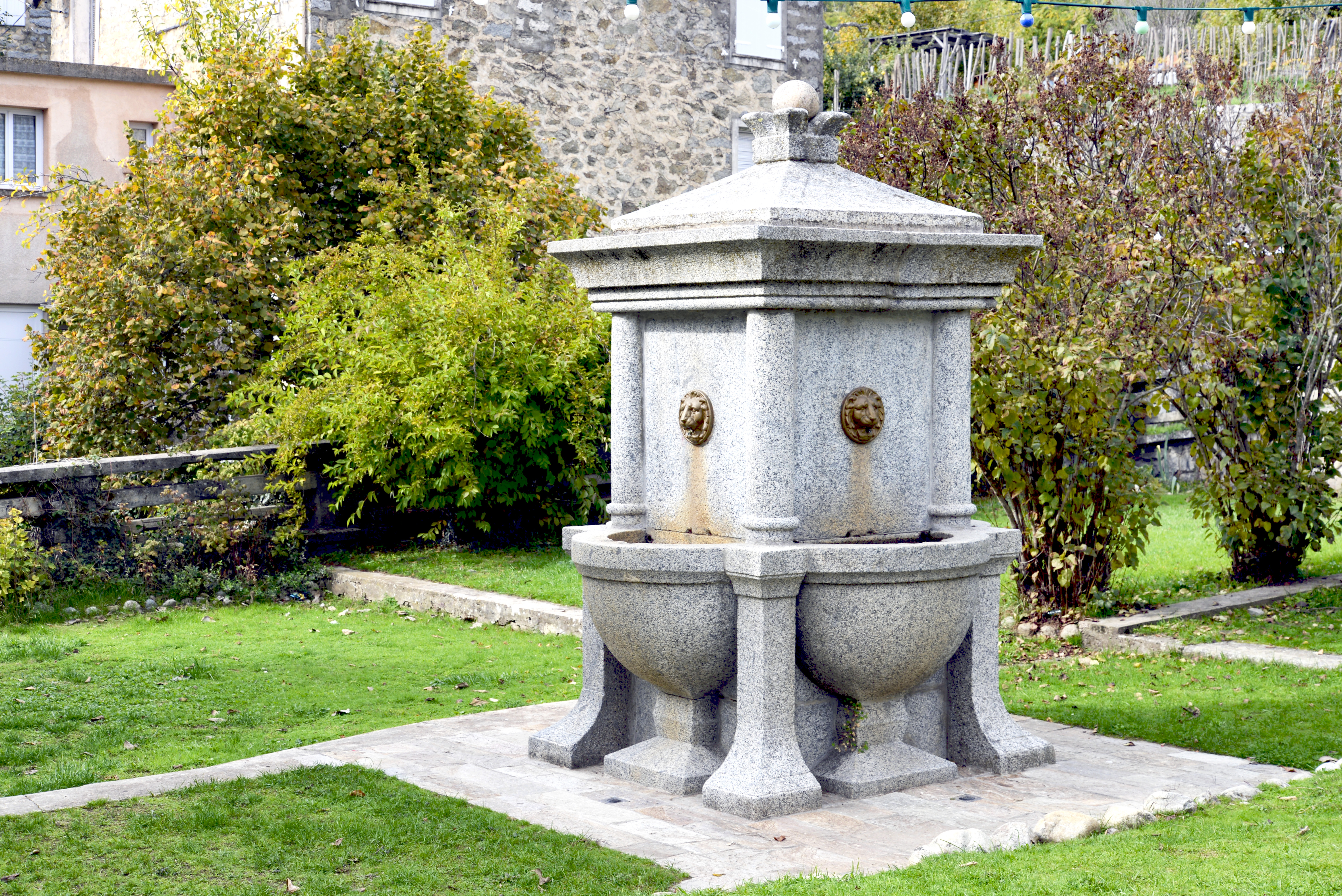
Fontaine de Boccialacce.
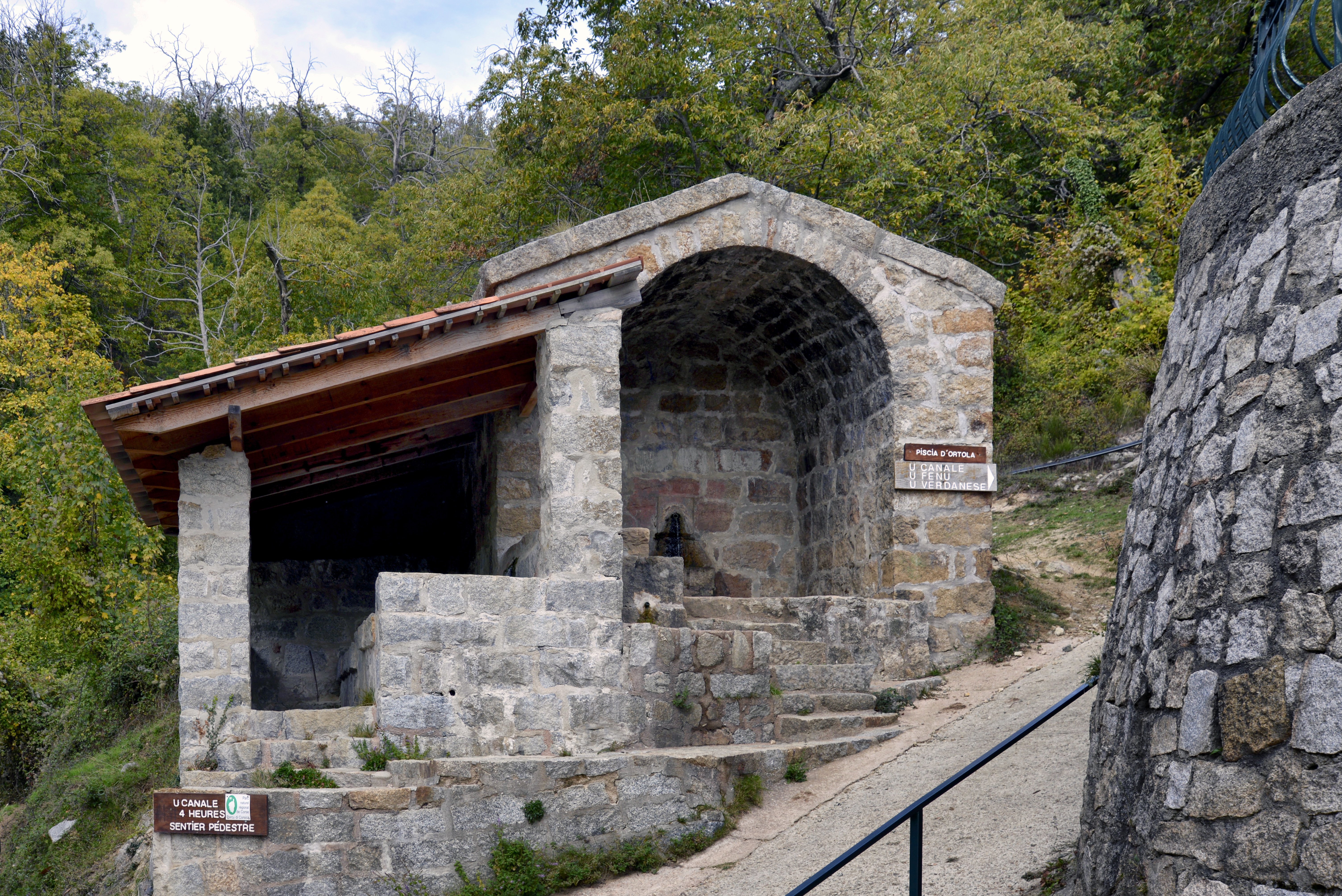
Fontaine-lavoir de Dominicacci.
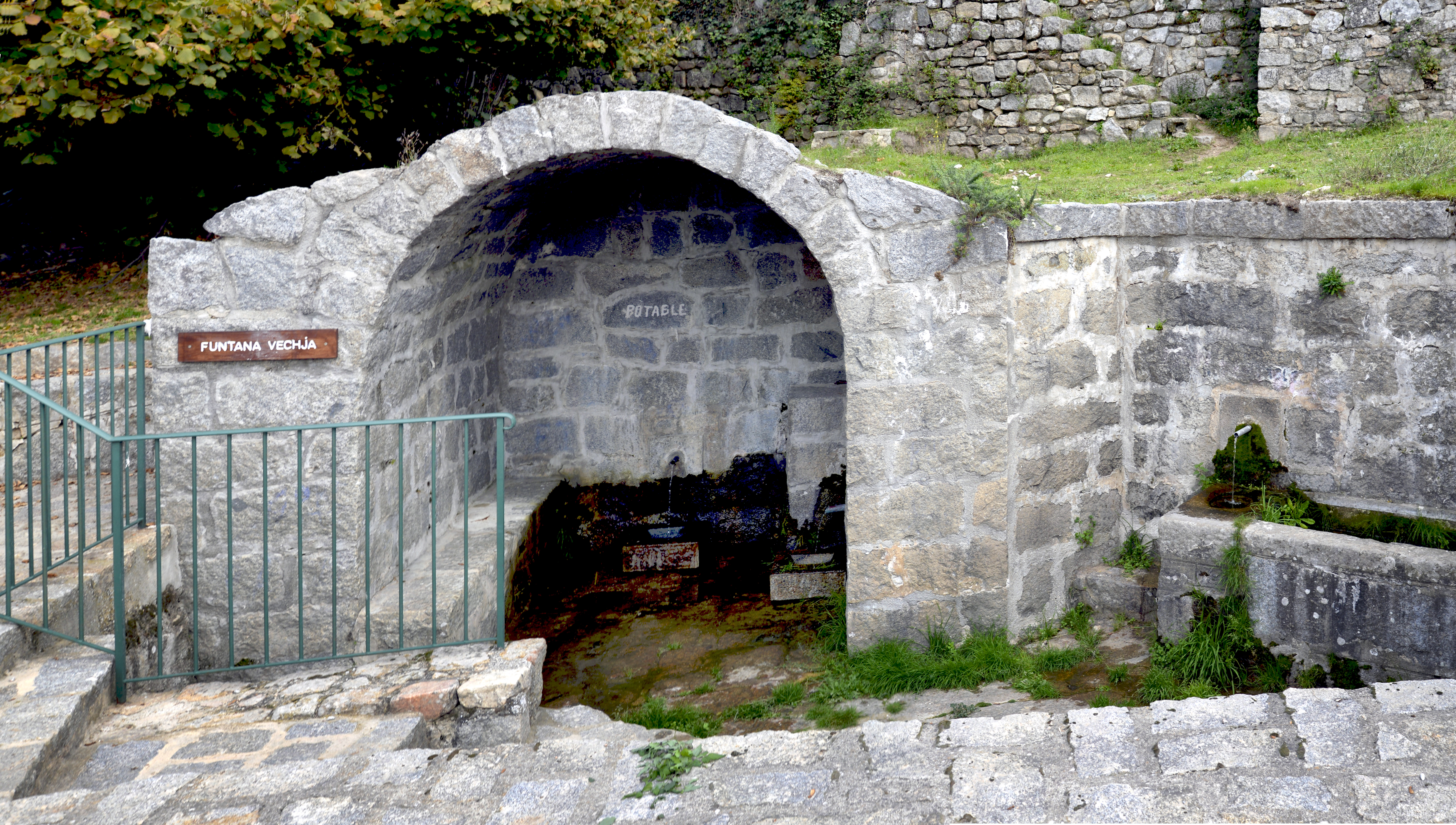
Fontana vechja de Dominicacci.

#### Autres

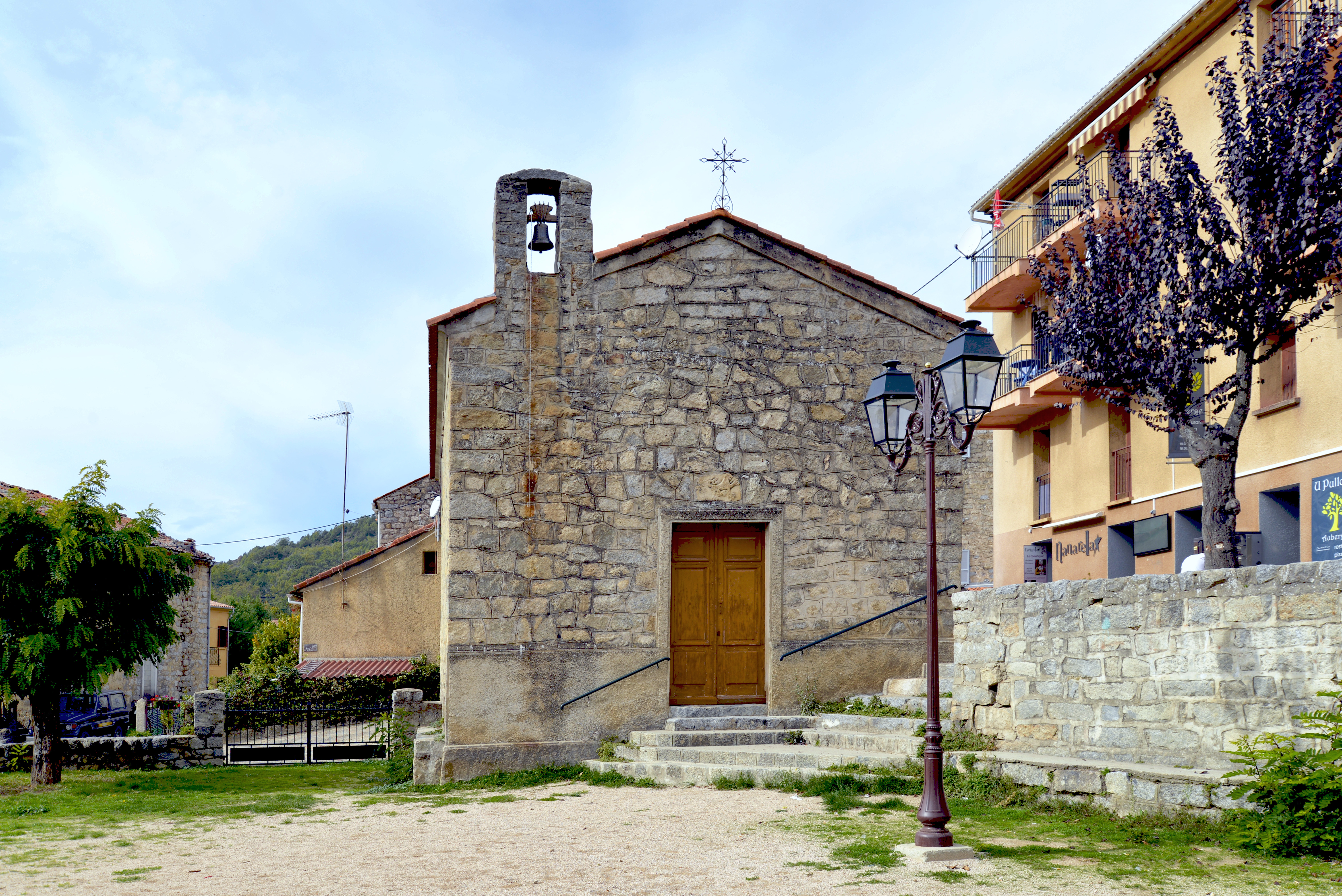
Chapelle L'Annunziata.

- Chapelle de l'Annonciation (l'Annunziata) à Dominicacci, face au Monument aux morts.
- Chapelle Notre-Dame-du-Mont-Carmel dite a Ghjisgiola à Vassalacci.
- Chapelle Sainte-Bernadette à Radicale.
- Chapelle Sant'Austinu di Basterga à Sant'Agostino.

### Patrimoine naturel

#### Parc naturel régional
Bastelica est une commune adhérente au parc naturel régional de Corse, dans son « territoire de vie » appelé Gravona.

#### ZNIEFF
La commune est concernée par huit zones naturelles d'intérêt écologique, faunistique et floristique de 2e génération :
Forêt de Pineta-Quarceta et massif montagneux de Punta di Forca d'Olmu
Bastelica et Frasseto sont concernées par la ZNIEFF appelée « Forêt de Pineta-Quarceta et massif montagneux de Punta di Forca d'Olmu ». La zone, comprise entre 522 et 1 679 mètres d’altitude, s’étend sur 3 007 ha. Elle fait l'objet de la fiche ZNIEFF 940004164 - Forêt de Pineta-Quarceta et massif montagneux de Punta di Forca d'Olmu.
Forêt des cinq communes et col d'Arusula
Bastelica, Frasseto, Guitera-les-Bains, et Tasso se partagent cette zone de 2 529 ha de massif forestier s'étendant au Nord du col d'Arusula 1 206 m « à cheval » sur Frasseto et Guitera-les-Bains, s'étalant entre 789 m et 1 569 m. La végétation présente des chênaies vertes à l’étage méditerranéen et des hêtraies et sapinières à l’étage montagnard. Elle fait l'objet de la fiche ZNIEFF 940004165 - Forêt des cinq communes et col d'Arusula.
Hêtraies de Bastelica
Bastelica abrite cette zone de 946 ha de massif forestier, s'étalant entre 900 m et 1 750 m. Elle fait l'objet de la fiche ZNIEFF 940004166 - Hêtraies de Bastelica.
Châtaigneraie-hêtraie de Bastelica
La zone sur la seule commune de Bastelica, couvre 1 492 ha de massif forestier s'étalant entre 700 m et 1 210 m. Elle fait l'objet de la fiche ZNIEFF 940004167 - Châtaigneraie-hêtraie de Bastelica.
Cirques et lacs glaciaires du Monte Renoso
La zone couvre une superficie de 1 762 ha des communes de Bastelica, Bocognano et Ghisoni. Elle est centrée sur le Monte Renoso, entre 1 600 m et 2 352 m d'altitude. Elle fait l'objet de la fiche ZNIEFF 940004171 - Cirques et lacs glaciaires du Monte Renoso.
Crêtes et hauts versants asylvatiques du monte Renoso
Bastelica fait partie des 8 communes situées dans la ZNIEFF appelée « Crêtes et hauts versants asylvatiques du monte Renoso ».
La zone, comprise entre 950 et 2 352 mètres d’altitude, s’étend sur 5 111 ha. Elle est un lieu traditionnellement fréquenté par les bergers pour l'estive des troupeaux ; de nombreuses bergeries s'y trouvent. Les stations de ski de Ghisoni sur le versant oriental du Renoso et celle d'Ese au-dessus de Bastelica y ont été implantées. Elle est l'objet de la fiche ZNIEFF 940004214 - Crêtes et hauts versants asylvatiques du monte Renoso.
Sapinière du haut ravin de Marmano
Bastelica, Palneca et Ghisoni sont concernés par cette zone de 217 ha située à l'Ouest du col de Verde et comprenant la partie supérieure du vallon de Marmano. Elle est l'objet de la fiche ZNIEFF 940004220 - Sapinière du haut ravin de Marmano.
Hêtraie-sapinière de Punteniello
La zone concerne les communes de Bastelica, Ciamannacce et Tasso. Elle couvre 523 ha de massif forestier s'étalant entre 1 200 m et 1 800 m. Elle fait l'objet de la fiche ZNIEFF 940004221 - Hêtraie-sapinière de Punteniello.

#### Natura 2000
Sites d'Intérêt Communautaire (Dir. Habitat)
Massif du Renoso
Le massif du Renoso abrite un SIC de la directive "Habitats, faune, flore", d'une superficie de 6 107 ha, inscrit à l'Inventaire national du patrimoine naturel sous la fiche FR9400611 - Massif du Renoso.
Zone de Protection Spéciale (Dir. Oiseaux)
Forêts territoriales de Corse
La ZPS « Haute vallée du Verghello », site de la directive "Oiseaux" Natura 2000, couvre une superficie de 13 223 ha, entre 200 et 2 057 mètres d'altitude. Elle est fréquentée par trois espèces d'oiseaux protégés : l'autour des palombes (ssp. de Corse) (Accipiter gentilis arrigonii (Kleinschmidt, 1903)), l'aigle royal (Aquila chrysaetos (Linnaeus, 1758)) et la Sittelle corse (Sitta whiteheadi Sharpe, 1884) dans les pinèdes d'altitude. La zone est inscrite à l'INPN sous la fiche FR9410113 - Forêts territoriales de Corse.

### Personnalités liées à la commune
- Sampiero Corso  y naquît le 23 mai 1498, il manqua d'arracher l'île à la main mise génoise. Il tomba dans une embuscade le dimanche 5 janvier 1567, près du village d'Eccica, dans un lieu qui prit le nom de "Senza Populi" ou "Tamanti Populi". Son prénom pourrait venir de Santu pieru (Toussaint pierre).
- Alphonse d'Ornano, fils du précédent, né à Bastelica en 1548, maréchal de France pendant les Guerres de religion, il meurt à Bordeaux en 1610.
- Marcel Lorenzoni, ancien parachutiste, agriculteur et militant nationaliste, décédé en 2000.

## Héraldique
| Blason de Bastelica | Blason  | Écartelé: aux 1er et 4e de gueules à la tour donjonnée d'or maçonnée de sable, aux 2e et 3e d'or au lion de gueules et au chef d'azur à la fleur de lis d'or. |
| Blason de Bastelica | Détails | Le statut officiel du blason reste à déterminer. |